# حوزه انتخابیه شبستر
حوزهٔ انتخابیه شبستر یکی از حوزه‌های انتخابیه مجلس شورای اسلامی در استان آذربایجان شرقی است. این حوزه به مرکزیت شبستر، ۱ نماینده در مجلس شورای اسلامی دارد.

## فهرست نمایندگان
- دورۀ اول: محمد مجتهد شبستری
- دورۀ دوم: محمدباقر آخوندی
- دورۀ سوم: حسن امین‌‌لو
- دورۀ چهارم: حسن امین‌لو
- دورۀ پنجم: سید علی موسوی کوزه‌کنانی
- دورۀ ششم: کریم غیاثی مرادی
- دورۀ هفتم: کریم غیاثی مرادی
- دورۀ هشتم: علی مطهری
- دورۀ نهم: علی علی‌لو
- دورۀ دهم: معصومه آقاپور
- دورۀ یازدهم: جعفر راستی
- دورۀ دوازدهم: محمود طاهری